# Granite Falls (North Carolina)
Granite Falls is een plaats (town) in de Amerikaanse staat North Carolina, en valt bestuurlijk gezien onder Caldwell County.

## Demografie
Bij de volkstelling in 2000 werd het aantal inwoners vastgesteld op 4612.
In 2006 is het aantal inwoners door het United States Census Bureau geschat op 4603, een daling van 9 (-0.2%).

## Geografie
Volgens het United States Census Bureau beslaat de plaats een oppervlakte van
11,2 km², waarvan 11,1 km² land en 0,1 km² water. Granite Falls ligt op ongeveer 361 m boven zeeniveau.

## Plaatsen in de nabije omgeving
De onderstaande figuur toont nabijgelegen plaatsen in een straal van 12 km rond Granite Falls.